# Samoëns
Samoëns – miejscowość i gmina we Francji, w regionie Owernia-Rodan-Alpy, w departamencie Górna Sabaudia.
Według danych na rok 1990 gminę zamieszkiwało 2148 osób, a gęstość zaludnienia wynosiła 22 osób/km² (wśród 2880 gmin regionu Rodan-Alpy Samoëns plasuje się na 406. miejscu pod względem liczby ludności, natomiast pod względem powierzchni na miejscu 12.).